# Identitás és Demokrácia
Az Identitás és Demokrácia (angolul: Identity and Democracy) a 2019-ben megválasztott 9. Európai Parlament
képviselőcsoportja volt. Hét európai állam szélsőjobboldali, jobboldali populista, euroszkeptikus és nacionalista nemzeti pártjaiból állt.
A frakciót a 2014–2019-es parlament Nemzet és Szabadság Európája képviselői alapították 2019. június 12-én. A pártcsoport vezető egyéniségei Marine Le Pen és Marco Zanni. A frakciónak 73 európai parlamenti képviselő a tagja. Az újonnan alakult frakció a Fidesszel nem folytatott tárgyalásokat a csatlakozásról.

## Története
2019. június 12-én jelentették be, hogy a Nemzet és Szabadság Európája pártcsoport (ENF) új neve Identitás és Demokrácia. Az alapítók között volt az olasz Északi Liga, a francia Nemzeti Tömörülés és a német Alternatíva Németországért. A Finnek Pártja szintén csatlakozott a politikai csoportosuláshoz.  A frakció vezetőjének az olasz Marco Zannit választották meg.
A 2024-es európai parlamenti választáson 52 képviselői helyet szereztek. 2024. július 8-án formálisan megszűnt, miután a tagjai átültek az újonnan megalakuló Patrióták Európáért képviselőcsoportba.

## Tagok

### 9. Európai Parlament (2019–2024)
| Ország        | Párt                              | Európai Párt | 2014–19              | Képviselők száma |
| ------------- | --------------------------------- | ------------ | -------------------- | ---------------- |
| Ausztria      | Osztrák Szabadságpárt             | IDP          | ENF                  | 3 / 19           |
| Belgium       | Flamand Érdek                     | IDP          | ENF                  | 3 / 21           |
| Csehország    | Szabadság és Közvetlen Demokrácia | IDP          | Nem volt képviselője | 1 / 21           |
| Dánia         | Dán Néppárt                       | Egyik sem    | ECR                  | 1 / 14           |
| Észtország    | Észt Konzervatív Néppárt          | IDP          | Nem volt képviselője | 1 / 6            |
| Franciaország | Nemzeti Tömörülés                 | IDP          | ENF                  | 18 / 79          |
| Olaszország   | Északi Liga                       | IDP          | ENF                  | 22 / 76          |
| Európai Unió  | Összesen                          | Összesen     | Összesen             | 49 / 705         |

#### Korábbi tagok
| Ország      | Párt                       | Európai Párt | Új csoport | Képviselők száma |
| ----------- | -------------------------- | ------------ | ---------- | ---------------- |
| Finnország  | Finnek Pártja              | Nincs        | ECR        | 2 / 14           |
| Hollandia   | Fórum a Demokráciáért      | Nincs        | Nincs      | 1 / 29           |
| Németország | Alternatíva Németországért | IDP          | Nincs      | 9 / 96           |